# 영국 아카데미 어린이상
영국 아카데미 어린이상(영어: British Academy Children's Awards)은 영국 영화 텔레비전 예술 아카데미가 매년 진행하는 시상식이다.